# Order Bene Merenti Domu Panującego
Order Bene Merenti Domu Panującego (rum. Ordinul Bene Merenti al Casei Domnitoare) – krótkotrwałe odznaczenie Królestwa Rumunii, nadawane w latach 1935–1940.

## Historia
Pierwszy projekt orderu powstał w roku 1932, kiedy głowa rodu Hohenzollern-Sigmaringen, książę Friedrich Viktor (1891 – 1963) ustanowił Bene Merenti jako order domowy swej gałęzi rodziny. Dynastia Sigmaringen straciła mianowicie swój Order Rodu Hohenzollernów w roku 1851 po przyłączeniu państewek szwabskich Hohenzollernów, Sigmaringen i Hechingen, do Prus, gdy król pruski Fryderyk Wilhelm IV włączył ten do dziś dnia istniejący order domowy do systemu odznaczeń pruskich. Nowy order miał być zorganizowany w formie prywatnego zakonu rycerskiego dla obu płci: przewidziano cztery klasy – dostojników/dostojniczki (członków rodów panujących), komturów i rycerzy/damy z prawa (szlacheckich) oraz rycerzy/damy honorowych (nieszlacheckich). Książę Friedrich miał pełnić funkcję Wielkiego Mistrza (Herrenmeister), a jego żona Wielkiej Mistrzyni żeńskich członków. Zadaniem orderu miała być działalność filantropijna, na co wskazuje jego nazwa "Bene Merenti" (Za dobre czyny). Zaprojektowano i wykonano nawet parę sztuk insygniów, ale w styczniu 1933 do władzy doszedł Hitler, który natychmiast zabronił tworzenia nowych orderów byłych niemieckich dynastii panujących (w roku 1936 wydał zakaz nadawania istniejących już starszych odznaczeń dynastycznych obywatelom niemieckim), a więc projekt upadł.
Z pomocą krewniakom przyszedł król Karol II Rumuński, który rządził wtedy jako dyktator, i nie pytając się parlamentu czy rządu o zgodę ustanowił 16 grudnia 1935 roku rumuński "Order Bene Merenti Domu Panującego", nawiązując do dawnych medali o tej nazwie, ustanowionych w roku 1876 przez pierwszego króla Rumunii, Karola I. Order otrzymał cztery klasy dla mężczyzn: komandorię I. klasy (przysługującą również zamieszkałym w Niemczech członkom rodu Hohenzollern-Sigmaringen), komandorię II. klasy, krzyż oficerski i kawalerski, oraz trzy klasy dla kobiet.
Po abdykacji Karola II w roku 1940 dyktator Ion Antonescu zlikwidował order jako niezgodny z konstytucją Rumunii.

## Insygnia
Oznaka orderu Bene Merenti była bardzo podobna do Orderu Rodu Hohenzollernów: był to emaliowany na biało krzyż kawalerski z czarnym obramowaniem. W medalionie awersu umieszczony był napis "Bene Merenti", otoczony wieńcem laurowym. W medalionie rewersu widniał spleciony monogram Karola II. I. klasa dla pań i panów posiadała koronę królewską jako zawieszkę. W przypadku odznaczeń dla wojskowych dodawano między ramionami krzyża skrzyżowane miecze. Order noszony był na białej wstążce z czarnymi bordiurami i z pojedynczym czarnym paskiem w środku, krzyż oficerski (III.klasa) na agrafie na lewej piersi.